# Роторная система парковки автомобилей

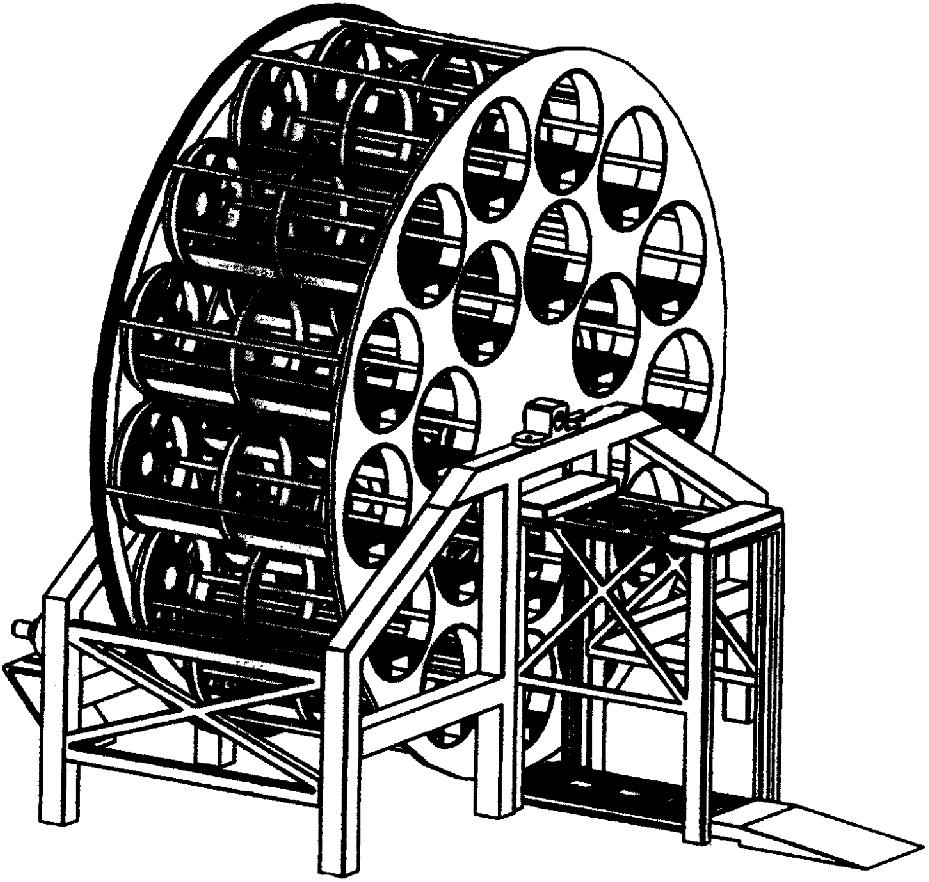
Роторный автомобильный накопитель барабанного типа

Роторная система парковки автомобилей (РСПА) (англ. rotary parking, нем. Umlaufparker) — система стоянки автомобилей, в которой их перемещение совершается по криволинейной бесконечной траектории.
Для таких систем характерны:
- относительно высокий коэффициент использования пространства, выделенного для стоянки автомобилей;
- наличие сложной системы криволинейных направляющих;
- относительно небольшие скорости перемещения автомобилей (по сравнению с автомобильными подъёмниками лифтового типа);
- высокие эксплуатационные расходы.

## Классификация
В общем виде РСПА классифицируют следующим образом:
По назначению:
- хранение автомобилей на несущих платформах (роторные автомобильные накопители);
- кратковременное перемещение автомобилей (роторные автомобильные подъёмники);
- хранение и кратковременное перемещение автомобилей (роторные автомобильные подъёмники-накопители).

По конструктивному исполнению:
- элеваторного типа;
  - Автомобильный накопитель элеваторного типа
  - Автомобильный подъёмник элеваторного типа
- барабанного типа;
  - Автомобильный подъёмник револьверного типа
- конвейерного типа (см. конвейер).